# Aleksej Buldakov
Aleksej Buldakov (ryska Алексей Булдаков), född 26 mars 1951 i Makarovka i Altaj kraj, Sovjetunionen, död 3 april 2019 i Ulan Bator, Mongoliet, var en rysk skådespelare.

## Filmografi, i urval
- 1995 – Osobennosti natsionalnoy okhoty
- 1996 – Operatsiya "S novym godom"
- 1998 – Blokpost
- 2003 – Osobennosti natsionalnoy politiki